# Comedy Explosion
De Comedy Explosion is een comedygroep. Zij werd in 1994 opgericht. Zij bestaat uit een steeds wisselende samenstelling van comedians. Diverse comedians, die in Comedy Explosion zijn begonnen, hebben inmiddels een eigen theaterprogramma.
De volgende stand-upcomedians speelden in 1994 in de A-selectie van de Comedy Explosion:
- Bert Koster
- Robin Veen
- Arie Koomen
- Silvester Zwaneveld
- Ellemijn Veldhuijzen van Zanten

De volgende stand-upcomedians speelden in 2007 in de A-selectie van de Comedy Explosion:
- Claudia de Breij
- Javier Guzman
- Alex Agnew
- Wilko Terwijn
- Kristel Zweers
- Samba Schutte
- Jim Speelmans
- Jasper Valstar
- Vincent Geers
- Lambert-Jan Koops
- Patrick Meijer
- Jeroen Pater
- Roel C. Verburg
- Thomas Smith
- John van der Sanden
- Rory De Groot
- Adam Fields
- Nabil Aoulad Ayad
- Dara Faizi
- Fuad Hassan

In april 2007 opende in Amsterdam op De Nes het nieuwe Comedy Theater waar de Comedy Explosion een vaste speelplek heeft.